# Chester W. Chapin
Chester William Chapin, né le 16 décembre 1798 à Ludlow et mort le 10 juin 1883 à Springfield, est président de la Boston and Albany Railroad.

## Biographie
Chester William Chapin naît le 16 décembre 1798 à Ludlow, Massachusetts. Il est le fils d'Ephraim Chapin, un agriculteur prospère et un descendant de Samuel Chapin, diacre, qui a émigré en Nouvelle-Angleterre avant 1636 et s'est installé à Springfield en 1642. Chester William Chapin passe sa jeunesse dans la ferme de son père, où il reçoit une éducation dans les écoles publiques et à l'académie de Westfield. Plus tard, il s'installe définitivement à Springfield, dans le Massachusetts, où il occupe divers postes à durée déterminée. Il est président du Connecticut River Railroad, président de la Boston and Albany Railroad Company et de la Western Railroad Corporation. L'estime dont il jouit auprès de ses concitoyens est illustrée par sa nomination au poste de président de leur principale institution financière, la banque d'Agawam. Avant l'ouverture du chemin de fer du fleuve Connecticut, il était propriétaire d'une diligence et facteur pendant plusieurs années. M. Chapin est membre de la convention constitutionnelle de 1853 et, en 1874, il est élu représentant du Massachusetts au quarante-quatrième congrès. Au cours de sa longue et active vie, M. Chapin s'est constitué une confortable fortune. Il passe les dernières années de sa vie dans sa maison de Springfield dans le Massachusetts, où il meurt le 10 juin 1883, honoré et respecté par tous ceux qui l'ont connu.